# The Modesto Bee
The Modesto Bee is een Amerikaans lokaal dagblad uit het Californische Modesto. De krant werd in 1844 opgericht als de Daily Evening News en ging sindsdien onder verschillende andere namen door. Sinds 1975 heet de krant The Modesto Bee. Ze is in eigendom van The McClatchy Company, dat ook The Fresno Bee en The Sacramento Bee uitgeeft. De gedrukte krant wordt verdeeld in Stanislaus County en (delen van) andere county's in Centraal-Californië, zoals San Joaquin, Merced, Tuolumne, Calaveras en Mariposa County en heeft een oplage van 33.522 per weekdag en 60.216 op zondag.